# I rövarhänder
I rövarhänder (engelska: The Dognapper) är en amerikansk animerad kortfilm med Musse Pigg från 1934.

## Handling
Musse Pigg och Kalle Anka jobbar som poliser. De får höra att Mimmi Piggs hund Fifi har blivit kidnappad av Svarte Petter, och det är upp till poliserna att rädda hunden.

## Om filmen
Filmen är den 70:e Musse Pigg-kortfilmen som producerades och den åttonde som lanserades år 1934.
Detta är tredje gången som seriefiguren Kalle Anka medverkar på film.
Filmen hade svensk biopremiär den 18 februari 1935 och visades på biografen London i Stockholm.

## Rollista
- Clarence Nash – Musse Pigg, Kalle Anka
- Billy Bletcher – Svarte Petter[6]